# Sopwith Aviation Company

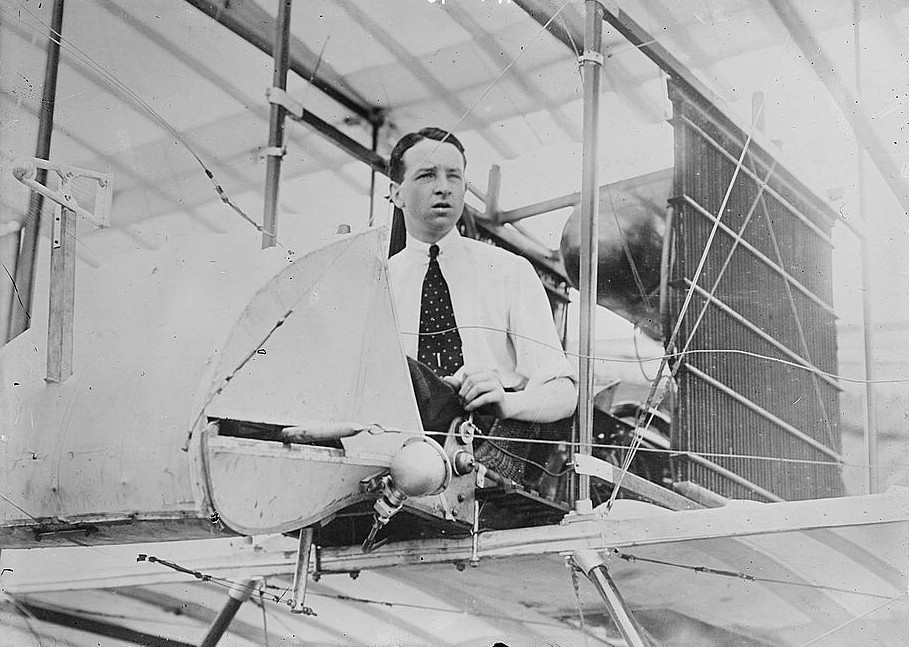
Thomas Sopwith en 1910.

Sopwith Aviation Company était un constructeur aéronautique britannique qui conçut et fabriqua des avions principalement pour le Royal Flying Corps, le Royal Naval Air Service pendant la Première Guerre mondiale et plus tard la Royal Air Force. Le plus connu des appareils qu'elle a produit est probablement le Sopwith Camel. Les appareils produits par Sopwith furent aussi utilisés par les armées française, belge et américaine.

## Historique
La compagnie fut fondée en juin 1912 à Kingston upon Thames par Thomas Sopwith, un homme passionné par l'aviation, la voile et le sport automobile, il avait alors 24 ans. Les locaux de la première usine de la société ouvrirent en décembre dans une patinoire désaffectée. Une collaboration précoce avec le chantier S.E. Saunders de East Cowes sur l'île de Wight, en 1913, a donné naissance au Sopwith Bat Boat, un des premiers hydravions doté d'une coque Consuta feuilletée qui permettait d'opérer aussi bien sur mer que sur terre. Une petite usine a ensuite ouvert en 1914 à Woolston, Hampshire.

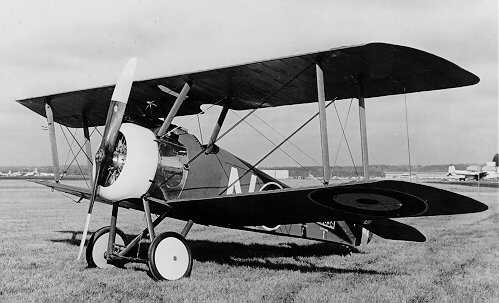
Un Sopwith Camel.

Pendant la Première Guerre mondiale, la compagnie produisit plus de 16 000 avions et employa 5 000 personnes. Un nombre encore plus important d'avions Sopwith furent produits par des sous-traitants dont : Fairey, Clayton and Shuttleworth, William Beardmore et Ruston Proctor.
Après la guerre, l'entreprise a tenté de produire des avions pour le marché civil dérivés des avions construits pendant la guerre, comme le Dove dérivé du Pup et le Swallow, une version monoplan du Camel, mais la grande quantité d'appareils sortis des surplus fit baisser les prix ce qui rendit cette activité non rentable. En 1919, l'entreprise travailla avec ABC motorcycles et produisit sous licence des motos bicylindres à plat de 400 cm3. La compagnie racheta ABC Motors dans le but de diversifier son activité mais sans succès. La société Sopwith a été liquidée en 1920 à la suite de l'effondrement de l'économie de la société et face à une grande probabilité d'une taxe sur les profits de guerre.
À la liquidation de la société Sopwith, Tom Sopwith, en collaboration avec Harry Hawker, Fred Sigrist et Bill Eyre, créèrent H.G. Hawker Engineering, précurseur d'Hawker Aircraft et Hawker-Siddeley. Sopwith fut le président d'Hawker-Siddeley jusqu'à sa retraite. Hawker et ses successeurs produisirent de nombreux avions militaires célèbres, dont les Hart et Demon de l'entre-deux-guerres, les Hurricane, Typhoon et Tempest de la Seconde Guerre mondiale et les Sea Fury, Hunter et Harrier de la Guerre froide. Ces avions à réaction furent produits dans les mêmes usines que les Sopwith Snipe de 1918.

## Les avions Sopwith célèbres

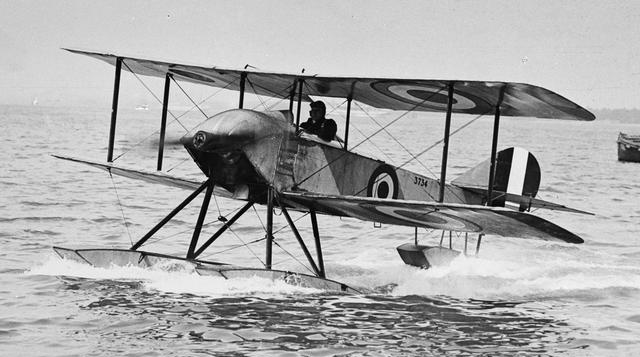
Le Sopwith 1914 Schneider, hydravion issu du Tabloid.

À l'origine, Thomas Sopwith, assisté par son ancien mécanicien personnel Fred Sigrist, dirigeait la conception des appareils de l'entreprise. Après de nombreuses conceptions ratées pour le Royal Naval Air Service, telles que le Three-Seater et le Bat Boat, le premier grand succès de Sopwith a été le rapide et compact Tabloid, la conception montrait pour la première fois l'influence du pilote d'essai de la compagnie, l'Australien Harry Hawker. Une version équipée de flotteurs remporta la coupe Schneider en 1914. La version terrestre fut utilisée à la fois par le Royal Naval Air Service (RNAS) et le Royal Flying Corps (RFC) au début de la guerre. Doté d'un propulseur plus puissant et de flotteurs l'appareil devint le Sopwith Baby qui fut le cheval de bataille de RNAS pendant une grande partie de la Première Guerre mondiale.
En 1916, Herbert Smith devint l'ingénieur en chef de la compagnie Sopwith, et c'est sous sa direction que furent conçus les autres appareils à succès de la société pendant la guerre dont le Type 9901. Cet appareil mieux connu sous le nom 1½ Strutter à cause de la disposition des entretoises de ses ailes, fut utilisé à partir de 1916 par le RNAS, le RFC et l'aviation militaire française, comme bombardier monoplace, chasseur biplace, observateur d'artillerie et avion d'entraînement. Peu après arriva le petit et agile monoplace Scout, qui fut bientôt mieux connu sous le nom de Pup en raison de son ascendance évidente avec le 1½ Strutter. Le Pup et le 1½ Strutter furent les premiers chasseurs britanniques à hélice tractive équipés d'un système de synchronisation permettant le tir de la mitrailleuse à travers l'hélice en rotation. Ce système fut connu le nom de mécanisme Sopwith-Kauper du nom de ses concepteurs, cependant plusieurs types de mécanismes furent utilisés par la suite. Le Pup fut largement utilisé sur le front de l'Ouest par le RFC et à partir de navires par le RNAS de l'automne 1916 au début de l'été 1917, et fut considéré comme une merveille par les pilotes. Il continua à être utilisé comme avion d'entraînement avancé jusqu'à la fin de la guerre. Le « Pup » en français : « chiot » commença la série des appareils Sopwith portant le nom d'un animal durant la guerre qui, dans son ensemble, allait devenir célèbre dans l'histoire de l'aviation comme le « Zoo Flying » en français : « Zoo volant ».

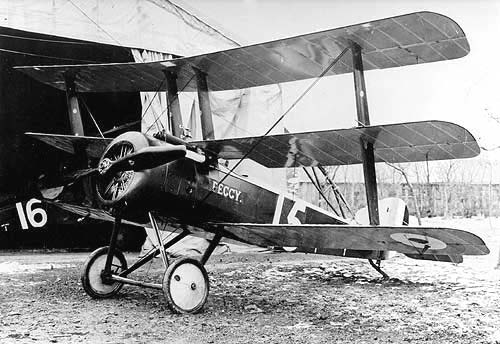
Un Sopwith Triplan.

Expérimentalement équipé de trois ailes à faible corde et d'un moteur plus puissant, le Pup donna naissance au Sopwith Triplan, qui fut utilisé par seulement quatre escadrons du RNAS durant l'année 1917, bien que ses étonnantes capacités au combat soient connues. Elles furent notamment mises en valeur par Raymond Collishaw et son fameux « Black Flight » en français : « escadrille noire » du No. 10 Squadron RNAS. Cette escadrille nommée ainsi en raison de la couleur d'identification noire arborée par les appareils, qui à son tour conduisit à leur nom tel que Black Maria, Black Prince, Black Death, Black Roger et Black Sheep. L'impact de ce type d'appareil fut tellement important qu'il mena à un grand nombre de dessins de triplans expérimentaux de la part des constructeurs de tous les pays, bien que seul le Fokker Triplan ait obtenu un réel succès.
Au début de l'été 1917, le chasseur Sopwith Camel équipé de deux mitrailleuses entra en service. Cet appareil était très manœuvrable et bien armé, et plus de 5 000 exemplaires furent produits jusqu'à la fin de la guerre. Il abattit plus d'ennemis qu'aucun autre type d'appareil britannique, cependant étant difficile à contrôler il entraîna aussi la mort de nombreux jeunes pilotes dans des accidents. Il fut utilisé en tant que chasseur nocturne et appareil embarqué, et fut utilisé au combat aussi bien par les forces aériennes belge et américaine que britanniques.
Plus tard entrèrent en service le chasseur à moteur fixe équipé de quatre mitrailleuses, le Dolphin et celui à moteur rotatif, le Snipe. Le Snipe ne resta pas longtemps au front car n'ayant été produit qu'en petit nombre quand l'armistice arriva, cependant William George Barker, l'as canadien, gagna une Victoria Cross à bord de l'un d'eux dans un combat tournoyant seul face à un grand nombre d'ennemis.

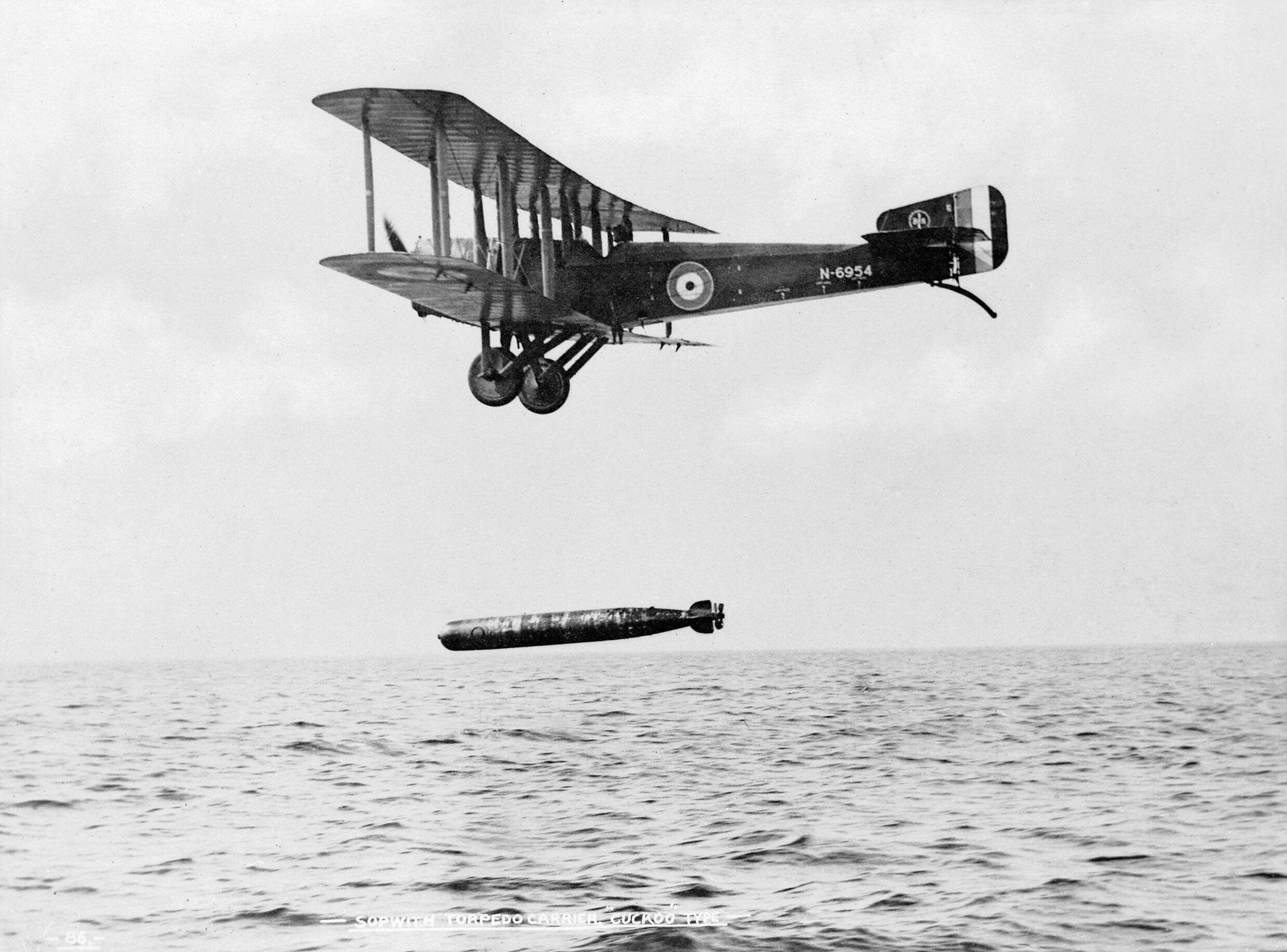
Le bombardier-torpilleur Sopwith Cuckoo larguant une torpille.

Jusqu'à la fin de la guerre, la société produisit, le bombardier-torpilleur Cuckoo et l'avion d'attaque au sol développé du Snipe, le Sopwith Salamander, mais ces appareils entrèrent trop tard en service pour connaître le combat. Plusieurs autres prototypes expérimentaux furent produits durant la guerre, recevant principalement des noms d'animaux (Hippo, Gnu...) contribuant ainsi au « Sopwith Zoo ».
Après la guerre, le Sopwith Snipe fut choisi comme chasseur standard de la plus réduite Royal Air Force et resta en service jusqu'à son remplacement à la fin des années 1920.

## Liste des appareils
- Avant la Première Guerre mondiale
  - Sopwith Tractor Biplane
  - Sopwith 1914 Schneider, avion de course
  - Sopwith Type SPGN ou « Gunbus »
  - Sopwith Bat Boat
- Première Guerre mondiale
  - Sopwith Admiralty Type 137
  - Sopwith Type 806
  - Sopwith Type 807
  - Sopwith Type 860
  - Sopwith Two-Seat Scout
  - Sopwith Tabloid
  - Sopwith Baby
  - Sopwith 1½ Strutter
  - Sopwith Pup
  - Sopwith Triplan
  - Sopwith L.R.T.Tr.
  - Sopwith Camel
  - Sopwith B.1
  - Sopwith Hippo
  - Sopwith Cobham, bombardier bimoteur
  - Sopwith AT « Aerial Target », missile radio guidé
  - Sopwith Dragon
  - Sopwith Snipe Un Sopwith Snipe.
  - Sopwith Dolphin
  - Sopwith Salamander
  - Sopwith Cuckoo
  - Sopwith Bulldog
  - Sopwith Buffalo
  - Sopwith Rhino
  - Sopwith Scooter
  - Sopwith Swallow
  - Sopwith Snail
  - Sopwith Snapper
  - Sopwith Snark
- Après-guerre
  - Sopwith Dove
  - Sopwith Gnu

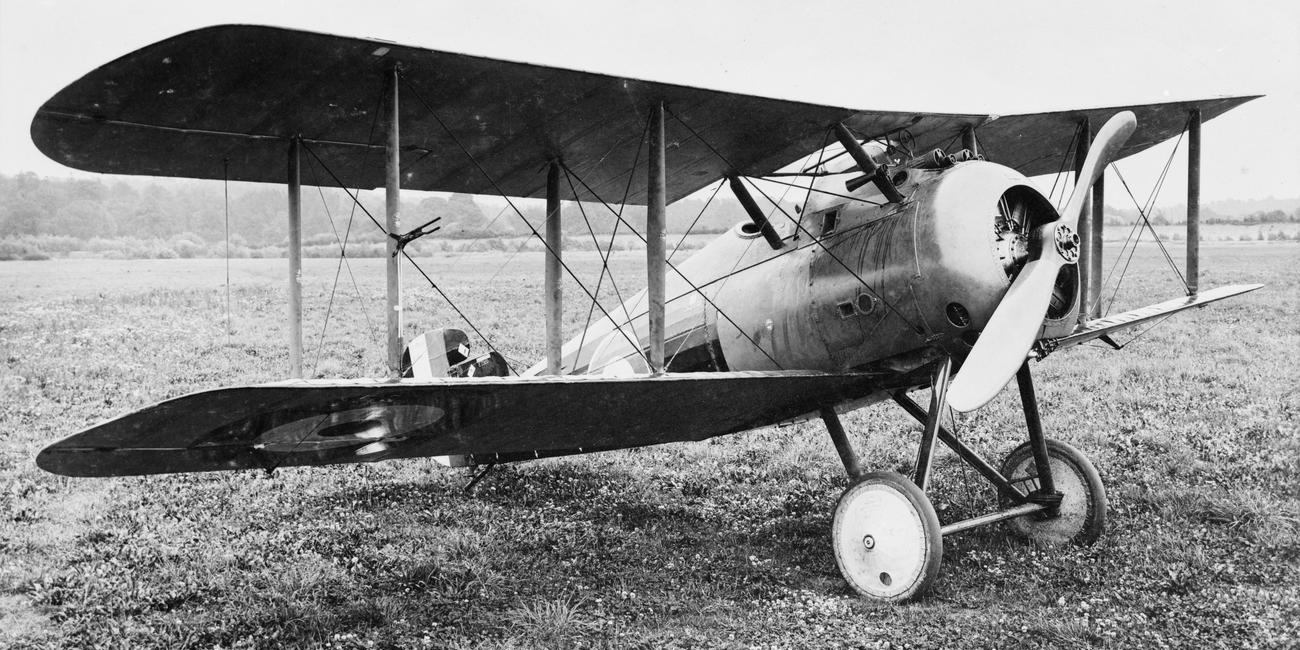
Un Sopwith Snipe.

  - Sopwith 1919 Schneider Cup Seaplane
  - Sopwith Atlantic
  - Sopwith Antelope
  - Sopwith Wallaby
  - Sopwith Rainbow, avion de course
  - Sopwith Grasshopper

### Sources
- (en) Cet article est partiellement ou en totalité issu de l’article de Wikipédia en anglais intitulé « Sopwith Aviation Company » (voir la liste des auteurs).